# John Leddy
Johannes Nicolaas (John) Leddy (Den Haag, 12 januari 1930 – 's-Hertogenbosch, 25 december 2022) was een Nederlands acteur. Hij verkreeg landelijke bekendheid door zijn rollen als Jan Engelmoer in de televisieserie De kleine waarheid en als Koos Dobbelsteen in Zeg 'ns Aaa.

## Loopbaan
Leddy bracht zijn jeugd door in Rijswijk. Na eerder werkzaam te zijn geweest als boekhouder en een studie telegrafie te hebben volbracht, studeerde Leddy in 1956 af aan de Amsterdamse Toneelschool.
Hij was verbonden aan tal van theatergezelschappen, waaronder het Rotterdams Toneel, Toneelgroep Ensemble (1958-1968), de Haagse Comedie, Sater, het Publiekstheater en de Theaterunie. Sinds de jaren vijftig was hij ook in tal van televisiefilms en -series te zien. Bovendien was hij in 1963 presentator van het televisieprogramma TV Dansant voor de KRO.

Leddy was voorts enige tijd verbonden aan het Koninklijk Conservatorium, als docent spel.

## Privéleven
Leddy trouwde in 1958 met actrice Heleen van Meurs (1930-2017). Met haar kreeg hij twee kinderen. Na een echtscheiding (in 1964) hertrouwde hij in 1969 met kunstenares Jannig Greijdanus (1944). Met haar kreeg hij drie kinderen, onder wie actrice Rixt Leddy. 
Op 26 april 2018 werd Leddy tijdens de lintjesregen bevorderd tot ridder in de Orde van Oranje-Nassau. Hij was toen woonachtig in de Brabantse vestingstad Heusden.
Leddy overleed op eerste kerstdag 2022 in het Jeroen Bosch Ziekenhuis in 's-Hertogenbosch op 92-jarige leeftijd na een kort ziekbed.

## Filmografie
- De veroordeelde (Televisiefilm, 1959) – Gitarist
- Het grote mes (Televisiefilm, 1960) – Buddy Bliss
- De zaak M.P. – Nep-douanier
- Dienst op Golgotha (Televisiefilm, 1961) – Romeinse kapitein
- Piano te koop ( Televisiefilm, 1961) – Componist
- De komiek (Televisiespel, 1962) – Marks
- De avonturen van Okkie Trooy Televisieserie – Olivarius (1962)
- Fanfarella (Televisiefilm, 1962) – Dichter Tolomeo
- Die vrouwtjes van de wereld (Televisiefilm, 1963) – Paturon
- Arthur en Eva Televisieserie (1963) – Dierenarts (S1 E1.6,  hondenleven)
- Vrouwtje Bezemsteel Televisieserie (1965) – Schoppenkoning (S1 E5, De Vier Koningen)
- 001 van de Contraspionnage (Televisiefilm, 1966) – De kastelein
- De zaak Sacco en Vanzetti (Televisiefilm, 1966)– John Vahey
- De glazen stad Televisieserie – Bert Stein (1968)
- Op straffe des doods (Televisiefilm, 1970) – Vuurtorenwachter
- De kleine waarheid Televisieserie – Jan Engelmoer (15 afl., 1970-1971)
- Waaldrecht Televisieserie – Andries Nicholsen (Afl., Het gezicht van de weldoener, 1973)
- Boerin in Frankrijk Televisieserie – Geert (1973)
- Swiebertje Televisieserie – Professor/Tommy Sanders (1973-1975)
- Merijntje Gijzen Televisieserie – Janus Dogge (Afl. onbekend, 1974)
- Mathieu Legros, de held van Austerlitz (Televisiefilm, 1974) – Sergeant
- Kamer 17 Televisieserie – Zwart (1974)
- Tatort Televisieserie – Sergeant Bork (Afl., Trimmel und der Tulpendieb, 1976)
- Sil de strandjutter (Mini-serie, 1976) – Gert
- Soldaat van Oranje (1977) – Drill instructor
- Pommetje Horlepiep Televisieserie – Gijs Kwast (1976-1979)
- Nosferatu: Phantom der Nacht (1979) – Koetsier
- Dagboek van een herdershond Televisieserie – Reinhout Eussen (Afl. onbekend, 1978-1980)
- De beslagen spiegel Televisieserie – Rol onbekend (Aflevering 2, 1980)
- De moeder van David S. (Televisiefilm, 1982) – Kees
- De Weg (1982-1983) – Schellekens
- John Lanting Theater van de lach, klucht: Geen gedonder in het vooronder, 1985) – Joop ‘Puck’ Langeveld
- Goeie Buren klucht met Piet Bambergen – Leo de Wit
- Jan Rap en z'n maat (1989) – Klaas
- Zeg 'ns Aaa Televisieserie – Koos Dobbelsteen (1981-1993)
- 12 steden, 13 ongelukken Televisieserie – Weduwnaar Feenstra (Afl., Lage Vuursche, 1990)
- Drie mannen onder een dak Televisieserie – Gastrol (Afl.24, John gaat op reis, 1992)
- Coverstory Televisieserie – Slachtoffer van giftig afval (Episode 1.1, 1993)
- De Victorie Televisieserie – Manus (Afl. onbekend, 1994)
- De andere kant van de tunnel Rol onbekend
- De Legende van de Bokkerijders (miniserie, 1994) – Klerk
- Toen was geluk heel gewoon Comedyserie – Crimineel (afl. Vreemd geld, 1995)
- Oppassen!!! Televisieserie – Gastrol – Koos Dobbelsteen (Afl. Opgeruimd staat netjes (Speciale aflevering), 1995)
- Baantjer Televisieserie – Theo de Vries (Afl., De Cock en de moord op de barmhartige, 1997)
- Zebra Televisieserie – Piet Collewijn (Afl., De bloei van Mandalay, 1998)
- In de praktijk Televisieserie – Weduwnaar Hornstra (Afl., Joep, 1998)
- Bij ons in de Jordaan (Mini-serie, 2000) – Oude Arie
- Baantjer Televisieserie – Lowietje (10 afl., 2000)
- In de clinch Televisieserie – Sam (Afl., Have Yourself a Merry Little Christmas, 2000)
- Kwade reuk (2002) – Rol onbekend
- Russen Televisieserie – Stijn Kroon (Afl., Gras, 2002)
- Keyzer & De Boer Advocaten Televisieserie – Koenraad Meijer (Afl., Het losse been, 2007)
- Dennis P. (2007) – Vader van Dennis
- De co-assistent (2007) – Mijnheer Vis (gastrol S1A01)
- We gaan nog niet naar huis Televisieserie – Wubbe Sr. (Afl., Allemaal Illegaal, Jongensdromen, Hier stempelen, 2010)
- De vliegenierster van Kazbek (2010) – Maries grootvader
- Ik kom bij je eten – Zichzelf (2010)
- Urfeld – Kees (2012)
- Krasse Knarren – Zichzelf (2012)
- Flikken Maastricht Televisieserie – Oude man in het park (Afl., Oud zeer, 2013)
- Chez Nous – Adje (2013)
- Vrolijke kerst Zapp jeugdserie – Wammes (2014)
- Dokter Tinus – Dolf Rutgers (Afl., De vervalsing, 2014)
- Goedenavond dames en heren Televisieserie – Dokter Moerman (Afl., Groot feest, 2015)
- Code M – Frank – (2015)
- Penoza – Seizoen 4 (2015)
- Publieke Werken – Pieter August Carstens – (2015)
- Fabula – Jan Bakker (2016)
- Komt een man bij de dokter – Meerdere rollen (2016)
- De held – Mo (2016)
- Sinterklaasjournaal – Meneer Kooiman (2018)
- De regels van Floor – Meneer Hielema (2018)
- Ninja Nanny Televisieserie – Jonkheer (meerdere afleveringen, 2019)
- Perfect Cadeau – Vader (2019)